# Corestheta elongata
Corestheta elongata är en skalbaggsart som beskrevs av Thomas Broun 1883. Corestheta elongata ingår i släktet Corestheta och familjen långhorningar. Inga underarter finns listade i Catalogue of Life.